# Карл Гегенбаур
Карл Гегенбаур (нім. Carl Gegenbaur, 21 серпня 1826, Вюрцбург, Баварське королівство — 14 червня 1903, Гейдельберг) — німецький біолог, один з основоположників філогенетичного напряму в порівняльній анатомії. Професор Йенського (з 1855) та Гейдельберзького (з 1872) університетів, почесний іноземний член Американської академії мистецтв і наук (з 1896).

## Біографія
Карл Гегенбаур народився 21 серпня 1826 року у баварському місті Вюрцбург. З 1845 по 1851 роки навчався у Вюрцбурзькому університеті, по закінчені якого протягом року подорожував по Італії і Сицилії, де знайомився з анатомією нижчих хребетних, що живуть на дні Середземного моря. З 1854 року був приват-доцентом в університеті міста Вюрцбург. З 1855 року — екстраординарний професор Йенського університету, з 1858 року — ординарний професор цього університету. У 1873 році Гегенбаур переїхав до Гейдельберга, в університеті якого був професором до виходу на пенсію у 1901 році.

## Наукова діяльність
Гегенбаур один із перших описав утворення двошарової личинки (пізніше названої гаструлою), встановив принципи змін будови скелета гомологічних органів у процесі філогенезу, запропонував теорії походження парних кінцівок та кісткового черепа. Остаточно довів, що яйця хребетних тварин являють собою одну клітину. Створив класичну працю «Порівняльна анатомія хребетних» (1898—1901), в основу якої покладено еволюційне вчення Чарльза Дарвіна.